# (5099) Iainbanks
(5099) Iainbanks est un astéroïde de la ceinture principale.

## Description
(5099) Iainbanks est un astéroïde de la ceinture principale. Il fut découvert le 16 février 1985 à La Silla par Henri Debehogne. Il présente une orbite caractérisée par un demi-grand axe de 2,48 UA, une excentricité de 0,05 et une inclinaison de 1,2° par rapport à l'écliptique.

## Compléments